# Extraordinary (canción de Mandy Moore)
«Extraordinary» —en español: «Extraordinario»— es una canción de la artista estadounidense Mandy Moore que figura en su quinto álbum de estudio, Wild Hope. Se lanzó el 10 de abril de 2007 a través de EMI como el sencillo principal de dicho álbum y fue compuesto por Moore y The Weepies. «Extraordinary» fue grabada a finales de 2006, en Los Ángeles, California.

## Antecedentes
Moore comenzó a escribir nuevo material para el álbum en el 2004. Ella originalmente firmó con Sire Records y lanzaron un sencillo a través de su página titulada «Hey!» que fue escrito por James Renald, el escritor de «Cry». A principios de 2006, Moore publicó la portada de «Beautiful Man» en su MySpace, más tarde informó que ella se separó de Sire Records, debido a diferencias creativas. Moore entonces firmó con EMI y una revista de Reino Unido asumió después de escuchar la canción «Slummin 'In Paradise» que ese sería el título del álbum. 
La canción fue lanzado por primera vez a la página de MySpace de Moore el 29 de enero de 2007. Fue lanzado a la tienda iTunes el 10 de abril de 2007, ese día Mandy cumplía 23 cumpleaños. Moore interpretó la canción en vivo por primera vez en la ceremonia oficial de televisión de los Premios Brick Awards en The CW Network, aunque también se ha presentado la canción en una serie de pequeños conciertos. La canción está incluida en el tráiler de la película Georgia Rule, que protagoniza Lindsay Lohan. La canción también fue tocada en un episodio de Extreme Makeover: Home Edition, donde Moore fue llevado a la casa de nuevo de la familia.

## Video musical
El video se estrenó en Yahoo! Music y en Total Request Live el 7 de mayo de 2007. Fue filmado en marzo, donde Moore interpreta a una variedad de personajes diferentes, incluyendo Amelia Earhart (en la cima). En el vídeo, las numerosas Moores se apilan una encima de la otra, y en el fondo de la escena está cambiando desde una ciudad a nubes para mostrar la altura de los caracteres en la parte superior de la otra. Último carácter de Moore se desplaza hacia abajo con un paracaídas. El video fue dirigido por Ace Norton, quien también dirigió los vídeos de Norah Jones. El video alcanzó el puesto n.º 12 en Top 20 Countdown de VH1 el 14 de julio de 2007.

## Recepción
«Extraordinary» se convirtió en el undécimo lanzado por Moore. El tema recibió reseñas mixtas de los críticos. En América el sencillo no logró ingresar a Billboard Hot 100, sin embargo logró debutar en Bubbling Under Hot 100 Singles que en el número dos (equivalente a n.º 102). La canción también alcanzó el n.º 85 en Billboard Pop 100, donde se mantuvo durante varias semanas.

## Lista de canciones
- Digital download

1. «Extraordinary» - 02:54

## Posicionamiento
| Listas (2007)                           | Posición |
| --------------------------------------- | -------- |
| Estados Unidos (Adult Top 40)           | 25       |
| Estados Unidos (Billboard Pop 100)      | 85       |
| Estados Unidos (Bubbling Under Hot 100) | 2        |

## Créditos
- Arreglista – Ollie Crouse*
- Bajo – Stewart Meyers*
- Coros – Deb Talan
- Guitarra acústica – Deb Talan
- Guitarra eléctrica – Mark Goldenberg
- Guitarra solista – Doug Derryberry
- Teclados – Daniel Clark*
- Tambores – Brian Jones
- Voz principal – Mandy Moore
- Productor – John Alagia